# Whindersson Nunes
Whindersson Nunes Batista là một diễn viên hài, ca sĩ, YouTuber người Brazil, và người dùng YouTube thường được biết đến với video hài kịch của anh kể từ năm 2013.
Kể từ tháng 10 năm 2016, kênh YouTube của anh ấy whinderssonnunes trở thành kênh có nhiều lượt đăng ký nhất ở Brazil. Kênh hiện tại đang đứng thứ 10 trên YouTube. Kênh của anh hiện tại đã hơn 24 triệu người đăng ký và 1.9 tỷ lượt xem.

## Cuộc sống
Whindersson Nunes Batista sinh ra ở Palmeira do Piauí, nhưng lớn lên ở Bom Jesus, Piauí. Vaò năm 15 tuổi, anh quyết định rằng anh muốn thực hiện video trên YouTube. Anh đã cố gắng nhiều lần để kênh mình được công nhận, nhưng nó đã không thành công. Tuy nhiên, ngay sau đó, anh đã trở lại sản xuất video cho kênh và các video bắt đầu nhận được nhiều lượt xem hơn, đó là khi anh phát hành nhại lại Alô vó, tô reprovado vào năm 2012, trong vòng một tuần nó đã nhận được 5 triệu lượt xem. Whindersson sau đó chuyển đến Teresina, nơi anh không có nơi để sinh sống, và được mời bởi YouTuber Bob Nunes để sống với với anh (Bob) trong một khu phố ở phía bắc của thành phố. Từ đó, kênh bắt đầu phát triển nhanh chóng, nhưng vào ngày 20 tháng 1 năm 2013, kênh đã bị tấn công và bị xóa. Sau sự kiện này, Whindersson đã mở ra kênh, trong đó đã có hơn 23 triệu người đăng ký.

## Sự nghiệp

### 2013-nay: YouTube và cinema
Kênh hiện có hơn 20 triệu người đăng ký, hơn 1.5 tỷ lượt xem, và hơn 300 video, và có nội dung đa phần là nhại lại, vlog, bài hát và xem lại phim. Những điểm chính của nó là chỉnh sửa đơn giản, cảnh quan và trang phục được sử dụng bởi Whindersson, người hầu như luôn luôn viết những chiếc áo không mặc trong một căn phòng lộn xộn, không có bất kỳ loại chỉnh sửa nào ngoài những vết cắt. Anh luôn luôn bắt đầu các video của mình với cụm từ:"Hey, little guy watching my channel, how are you?" Anh ấy hài hước thể hiện các chủ đề cuộc sống hàng ngày và thời thơ ấu của mình. Kênh hiện đang là kênh YouTube có ảnh hưởng lớn thứ hai, theo nghiên cứu của Snack Intelligence. Video được xem nhiều nhất của kênh là nhại lại có tên WHAT IS THE WIFI PASSWORD - Parody Adele - Hello đã vượt quá 40 triệu lượt xem.
Whindersson Nunes cũng là điễn xuất và stand-up. Anh tham gia phim "The Penetras 2" với Pc Siqueira, Júlio Cocielo và Maju Trindade với tư cách là những diễn viên mới trong dàn diễn viên và cựu chiến binh là: Mariana Ximenes, Marcelo Adnet và Eduardo Sterblitch. Whindersson Nunes cũng tham gia đóng phim "Internet - The Movie", cùng với các người dùng YouTube khác, trong đó có: Kéfera Buchmann, Christian Figueiredo và Rafinha Bastos.
Kênh cũng đạt tới 10 triệu người đăng ký và ngày 14 tháng 7 năm 2016, trở thành kênh người đăng ký thứ hai ở Brazil, chỉ sau Porta dos Fundos, sau đó vượt qua họ để trở thành kênh có người đăng ký nhiều nhất ở Brazil, chỉ sau vài 3 tháng. Trong cùng năm đó, Snack Intelligence, mạng lưới của kênh Snack trên YouTube theo dõi và phân tích thị trường nghe nhìn kỹ thuật số, xác định Whindersson là người có ảnh hưởng lớn thứ hai trên thế giới, chỉ sau Felix Arvid Ulf Kjellberg, thường được biết rộng đến PewDiePie. Ngoài ra, một cuộc khảo sát do Google đưa ra, được thực hiện bởi Provokers và Meio & Mensagem tư vấn, cho thấy Whindersson là người Brazil có ảnh hưởng lớn thứ hai trong số những số người 14-17 tuổi ở Brazil, chỉ đứng sau Luciano Huck.